# Water-polo aux championnats du monde de natation 1973
Navigation
Cali 1975
Le Championnat du monde de water-polo de 1973 a été la première édition. La compétition est incorporée aux Championnats du monde de natation et a eu lieu du 1er septembre 1973 au 9 septembre 1973 à Belgrade.
Seule la compétition masculine a eu lieu.

## Tournoi

### Équipes participantes
| Groupe A - Australie - Grande-Bretagne - Mexique - Pays-Bas - Union soviétique - Yougoslavie | Groupe B - Hongrie - Israël - Italie - Espagne - Roumanie | Groupe C - Allemagne de l'Ouest - Bulgarie - Cuba - États-Unis - Grèce |

### Tour préliminaire

#### Groupe A
|                  | PJ | V | D | N | BP | BC | Pts |
| ---------------- | -- | - | - | - | -- | -- | --- |
| Union soviétique | 5  | 5 | 0 | 0 | 41 | 41 | 10  |
| Yougoslavie      | 5  | 4 | 0 | 1 | 35 | 22 | 8   |
| Pays-Bas         | 5  | 3 | 0 | 2 | 26 | 19 | 6   |
| Mexique          | 5  | 2 | 0 | 3 | 22 | 24 | 4   |
| Australie        | 5  | 1 | 0 | 4 | 18 | 29 | 2   |
| Grande-Bretagne  | 5  | 0 | 0 | 5 | 6  | 40 | 0   |

#### Groupe B
|          | PJ | V | D | N | BP | BC | Pts |
| -------- | -- | - | - | - | -- | -- | --- |
| Hongrie  | 4  | 4 | 0 | 0 | 36 | 11 | 8   |
| Italie   | 4  | 3 | 0 | 1 | 26 | 14 | 6   |
| Roumanie | 4  | 2 | 0 | 2 | 30 | 19 | 4   |
| Espagne  | 4  | 1 | 0 | 3 | 20 | 25 | 2   |
| Israël   | 4  | 0 | 0 | 4 | 6  | 49 | 0   |

#### Groupe C
|                      | PJ | V | D | N | BP | BC | Pts |
| -------------------- | -- | - | - | - | -- | -- | --- |
| Cuba                 | 4  | 3 | 0 | 1 | 19 | 11 | 6   |
| États-Unis           | 4  | 2 | 0 | 1 | 18 | 17 | 5   |
| Allemagne de l'Ouest | 4  | 2 | 0 | 2 | 18 | 18 | 4   |
| Grèce                | 4  | 1 | 0 | 2 | 16 | 19 | 3   |
| Bulgarie             | 4  | 1 | 0 | 3 | 19 | 25 | 2   |

### Second tour

#### Groupe D
|                  | PJ | V | D | N | BP | BC | Pts |
| ---------------- | -- | - | - | - | -- | -- | --- |
| Hongrie          | 5  | 4 | 1 | 0 | 28 | 17 | 9   |
| Union soviétique | 5  | 4 | 0 | 1 | 30 | 16 | 8   |
| Yougoslavie      | 5  | 2 | 1 | 2 | 23 | 22 | 5   |
| Italie           | 5  | 2 | 0 | 3 | 22 | 25 | 4   |
| États-Unis       | 5  | 2 | 0 | 3 | 22 | 28 | 4   |
| Cuba             | 5  | 0 | 0 | 5 | 15 | 32 | 0   |